# Tour de Tokyo
La tour de Tokyo (東京タワー, Tōkyō tawā, de l'anglais Tokyo Tower) est une tour de couleur orange international et blanche située dans l'arrondissement de Minato à Tokyo au Japon. Son principe et son apparence sont fondés sur ceux de la tour Eiffel. Elle a été conçue par l'architecte Tachū Naitō.
La tour mesure 332,6 mètres de haut (soit 2,6 mètres de plus que son modèle, qui en mesure 330 avec son antenne), ce qui en fait l'une des plus hautes tours en métal du monde. L'édifice ne pèse que 4 000 tonnes, bien moins que les 10 100 tonnes de la tour Eiffel.
La construction démarre en 1957 et s'achève en 1958. La tour ouvre au public le 23 décembre de la même année. Elle est éclairée par 176 ampoules réparties à différents endroits. L'hiver, elle est illuminée en orange, l'été en blanc.
L'antenne dominant la tour s'est tordue lors du séisme du 11 mars 2011.

## Histoire

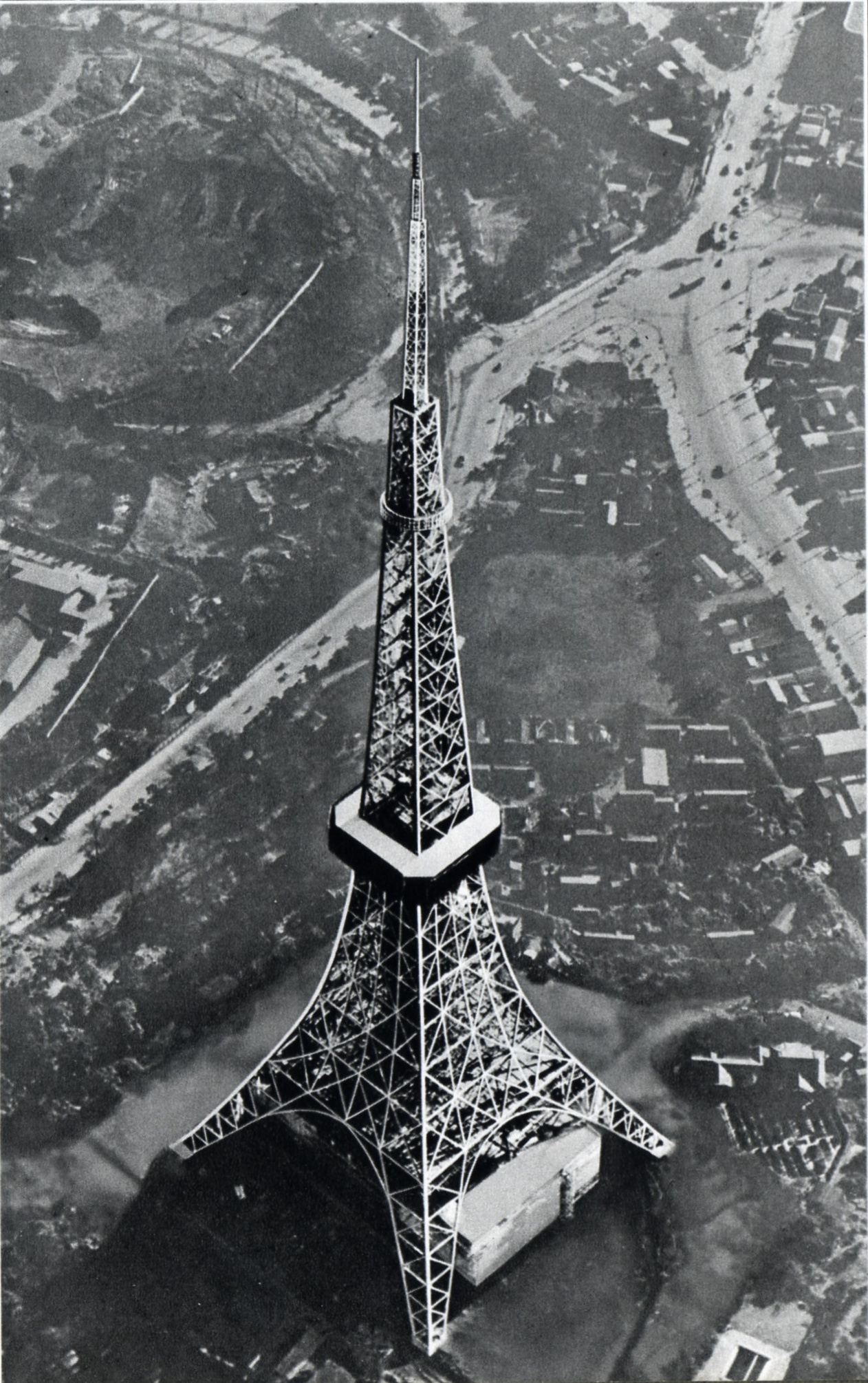
La tour de Tokyo en 1961. Elle est alors la plus haute tour de Tokyo.

### Conception
Le 1er février 1953, la chaîne de télévision publique NHK émet pour la première fois, suivie le 28 août par la chaîne commerciale NTV. La croissance rapide du réseau de télévision a poussé le gouvernement japonais à réfléchir à la construction d’une antenne permettant de couvrir Tokyo et ses alentours. La topographie relativement plate de la région du Kantō rendait possible l’utilisation d’une seule antenne, pour peu qu’elle soit assez grande. Cette dernière permet la diffusion de signaux de télévision dans un rayon de 150 km.
Le gouvernement a donc décidé de construire une tour qui devait être le symbole de la reconstruction du Japon, encore marqué par les séquelles de la Seconde Guerre mondiale. Elle se devait de dépasser les références occidentales, comme la tour Eiffel dont elle s’inspire. En raison des risques sismiques dans la région, la conception de la tour est attribuée à Tachū Naitō, spécialiste de la construction parasismique. Il l'a conçue pour résister à des séismes deux fois plus puissants que celui de 1923 qui avait ravagé la ville 30 ans plus tôt, mais aussi à des vents supérieurs à 220 km/h.
En plus des contraintes naturelles, Hisakichi Maeda, président de la Nihon Denpatō et propriétaire de la tour, voulait qu’elle dépasse l’Empire State Building, qui était alors, du haut de ses 381 mètres (au niveau du toit), la plus haute structure du monde. Cependant, il semble que le manque de fonds et de matériaux ait eu raison de ce projet.

### Construction
La construction débute en juin 1957, sur le site d’un ancien temple bouddhiste. Environ 400 tobi, ouvriers spécialisés dans la construction de gratte-ciels, font partie de l’aventure. Sous les ordres de Seita Kurosaki, ils assemblent les 4 000 tonnes de poutres d’acier, dont environ un tiers provient de 90 chars de combat américains endommagés pendant la guerre de Corée,.
En 19 mois, la tour est érigée et l’assemblage de l’antenne de 90 mètres est terminé le 14 octobre 1958. La tour de Tokyo culmine alors à 333 mètres, ce qui en fait la plus haute tour autoportante de l'époque, mais aussi la plus haute tour de Tokyo, loin devant les 40 mètres du bâtiment de la Diète nationale. Sa peinture caractéristique, orange international et blanc, satisfait aux règles de sécurité aérienne. 28 000 litres de peinture sont nécessaires pour peindre la tour dans son intégralité, et cette opération doit être répétée tous les 5 ans. La tour a ouvert ses portes au public dès le 23 décembre 1958 et elle a finalement coûté 2,8 milliards de yens.
La tour n'est équipée qu'en 1961 d'antennes radios, situées au-dessus du premier observatoire à environ 200 m du sol.

### Rénovations
Les opérations à l’observatoire spécial de la tour de Tokyo (à une hauteur de 250 mètres) ont été suspendues en 2016. L'observatoire spécial rouvre le 3 mars 2018. A cette occasion, la tour de Tokyo annonce renommer les deux plateformes d'observations. Les rénovations de la base de la tour ont commencés en septembre 2016, ayant entraîné une fermeture partielle.

## Description de la tour étage par étage
Les informations ci-dessous décrivent les principales données techniques de chaque étage, ainsi que les principales attractions présentes.

### La base

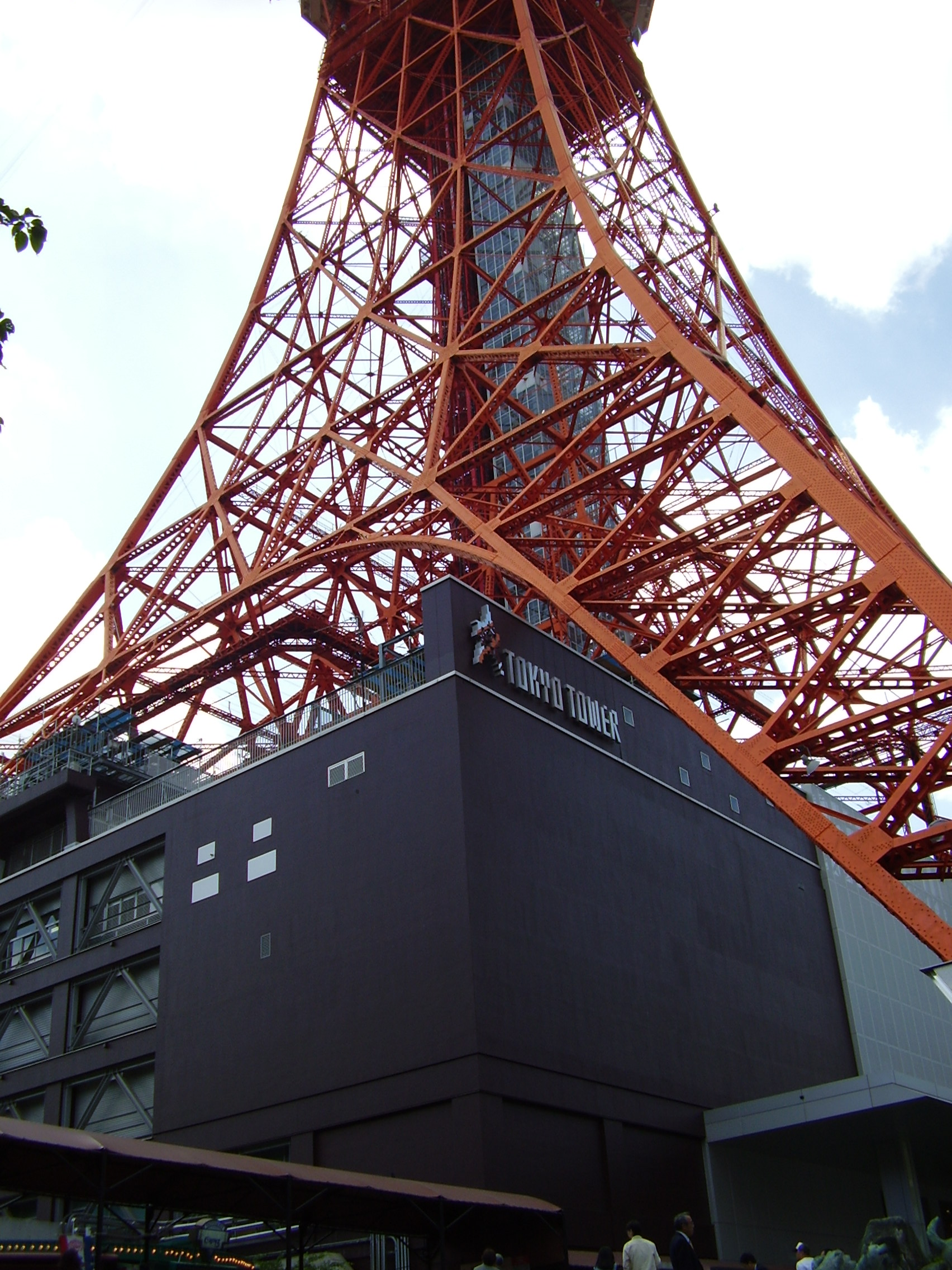
Le Foot Town est situé sous la base de la tour.

La tour est fondée sur une base carrée de 80 mètres de côté. Un centre commercial sur quatre niveaux se situe entre les quatre piliers de la tour. Du nom de Foot Town, il abrite différentes attractions.
Le rez-de-chaussée accueille un aquarium contenant 50 000 poissons ainsi que le restaurant officiel de la tour, le Tower Restaurant, et un konbini FamilyMart. Le 1er étage est occupé par de nombreux restaurants dont ceux des franchises McDonald's et Pizza-La.
De 1970 à 2013, les 3e, 4e et 5e étages accueillaient un musée de cire et une exposition d’hologrammes. Le musée de cire, portant le nom de Tokyo Tower Wax Museum. De nombreuses célébrités comme les Beatles y avaient leurs représentations. L'exposition d'hologrammes portait le nom de Space Wax. Un autre musée, le Guinness World Records Museum, se trouvait à cet étage.
Ils sont remplacés en 2015 par un parc d'attractions sur le thème du manga One Piece, avec café, boutique et jeux : Tokyo One Piece Tower. Des restaurants et boutiques One Piece se trouvaient également au premier étage de la Tour. Il ferme définitivement le 31 juillet 2020 en raison de la baisse de fréquentation liée à la crise du coronavirus,,.
Un petit parc de jeux est également installé sur le toit du bâtiment.

### L'observatoire principal

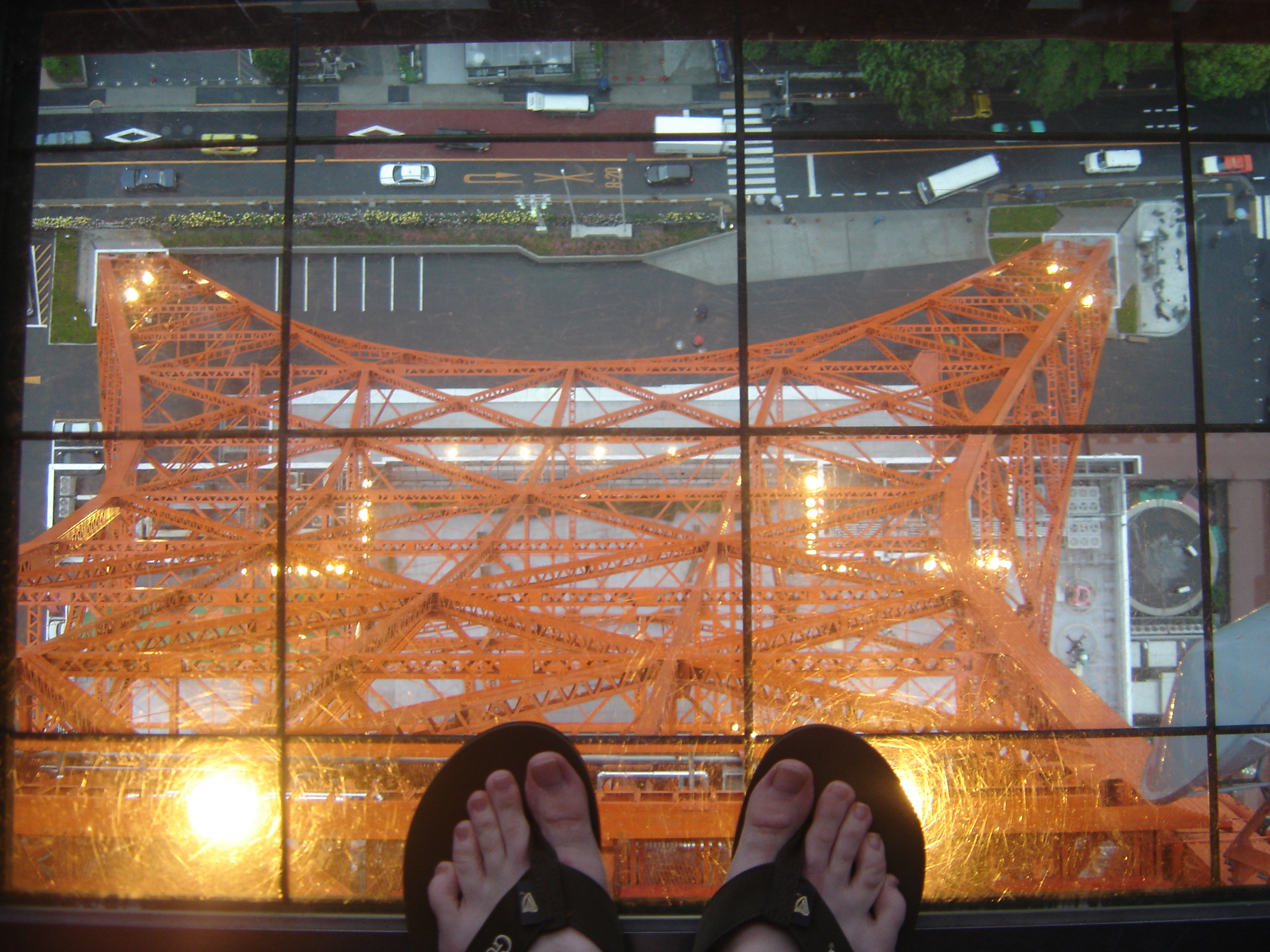
Des fenêtres situées au sol servent d'attraction dans l'observatoire principal.

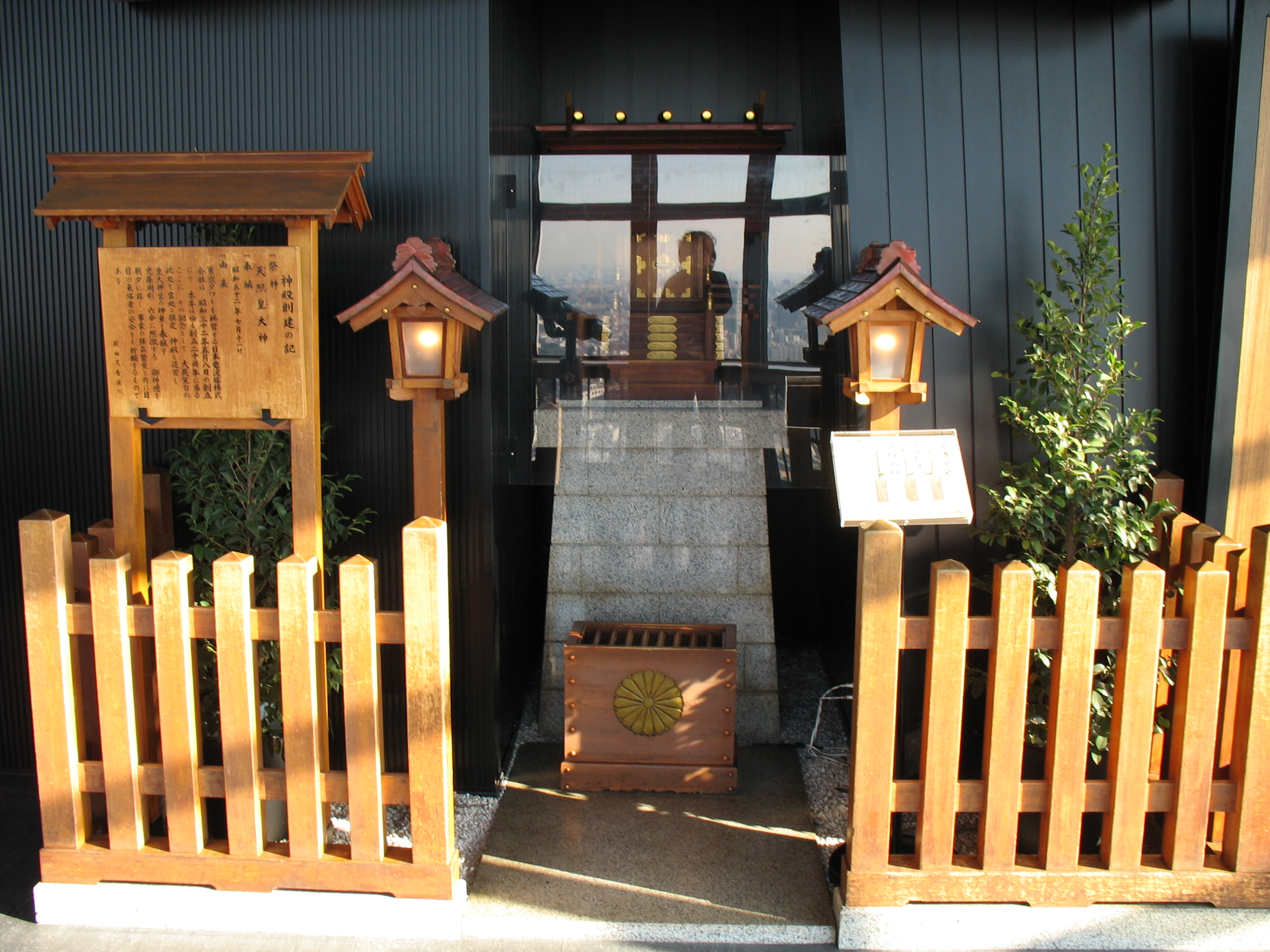
Le temple shintō situé au 2e étage de l'observatoire principal est le plus haut de Tokyo.

L’observatoire principal constitue le premier étage de la tour. Il est situé 145 mètres au-dessus du sol et est accessible soit par ascenseurs, soit par escaliers. L'ascension à pied comprend 660 marches et est récompensée au sommet par la remise d'un certificat de reconnaissance. Les trois ascenseurs sont situés dans un pylône au centre de la tour.
Bâti sur deux niveaux, l'observatoire abrite au sein du premier une salle de concert, le Club333, ainsi qu'un café. Des tables d'orientation constituées d'écrans tactiles sont situées aux quatre côtés de l'observatoire, et complètent le panorama à 360°.
Le second niveau est occupé par une boutique de souvenirs et du sanctuaire Tower daijjingū. Situé à 150 mètres du sol, il est le plus haut des 23 arrondissements spéciaux de Tokyo. Il est censé accorder des faveurs divines aux personnes passant des examens, mais également permettre de réussir en amour ou bien d'être protégé sur la route. C'est aussi à cet étage que se trouve l'ascenseur pour accéder à l'observatoire spécial.

### L'observatoire spécial

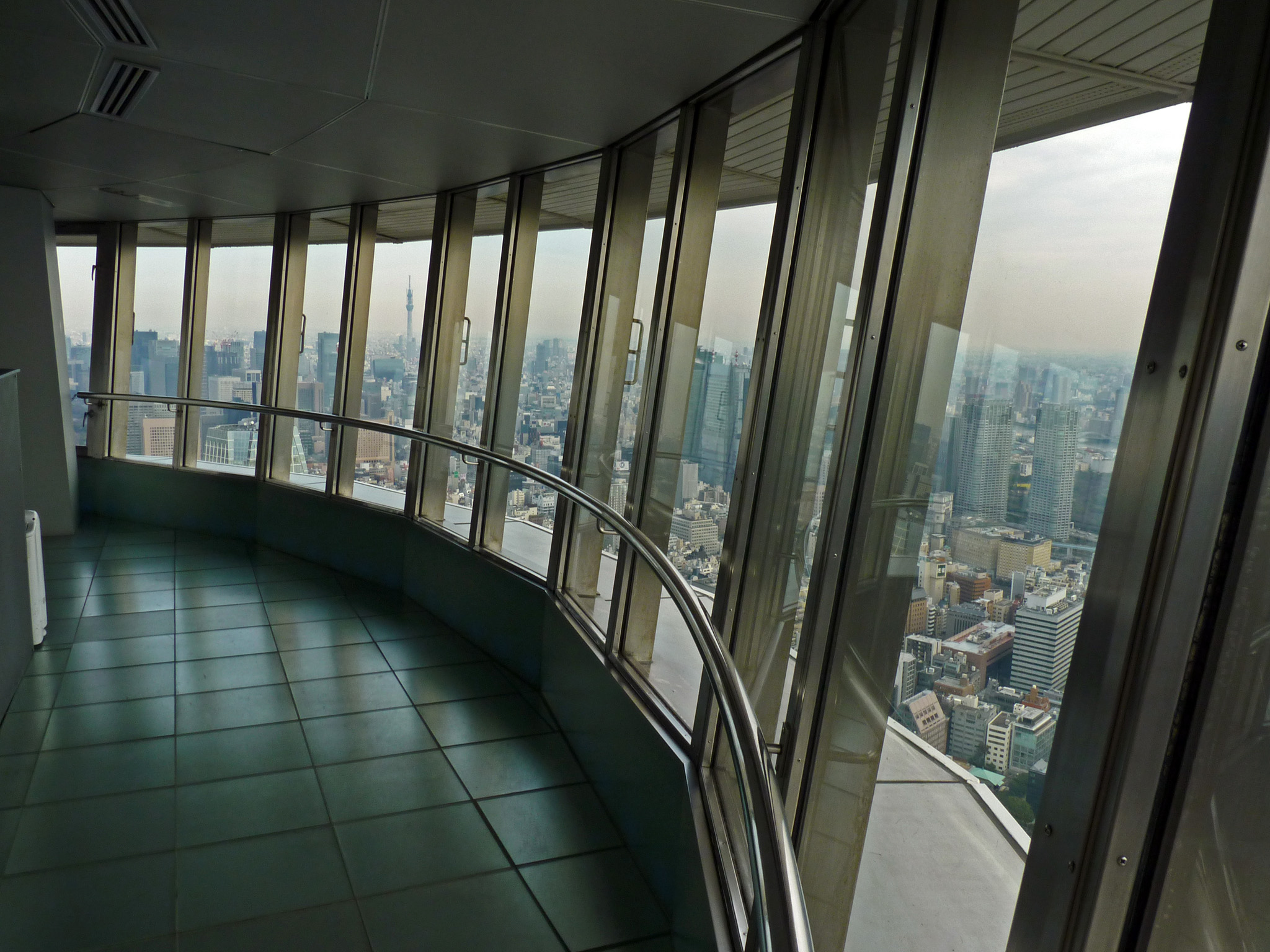
L'observatoire spécial vu de l'intérieur

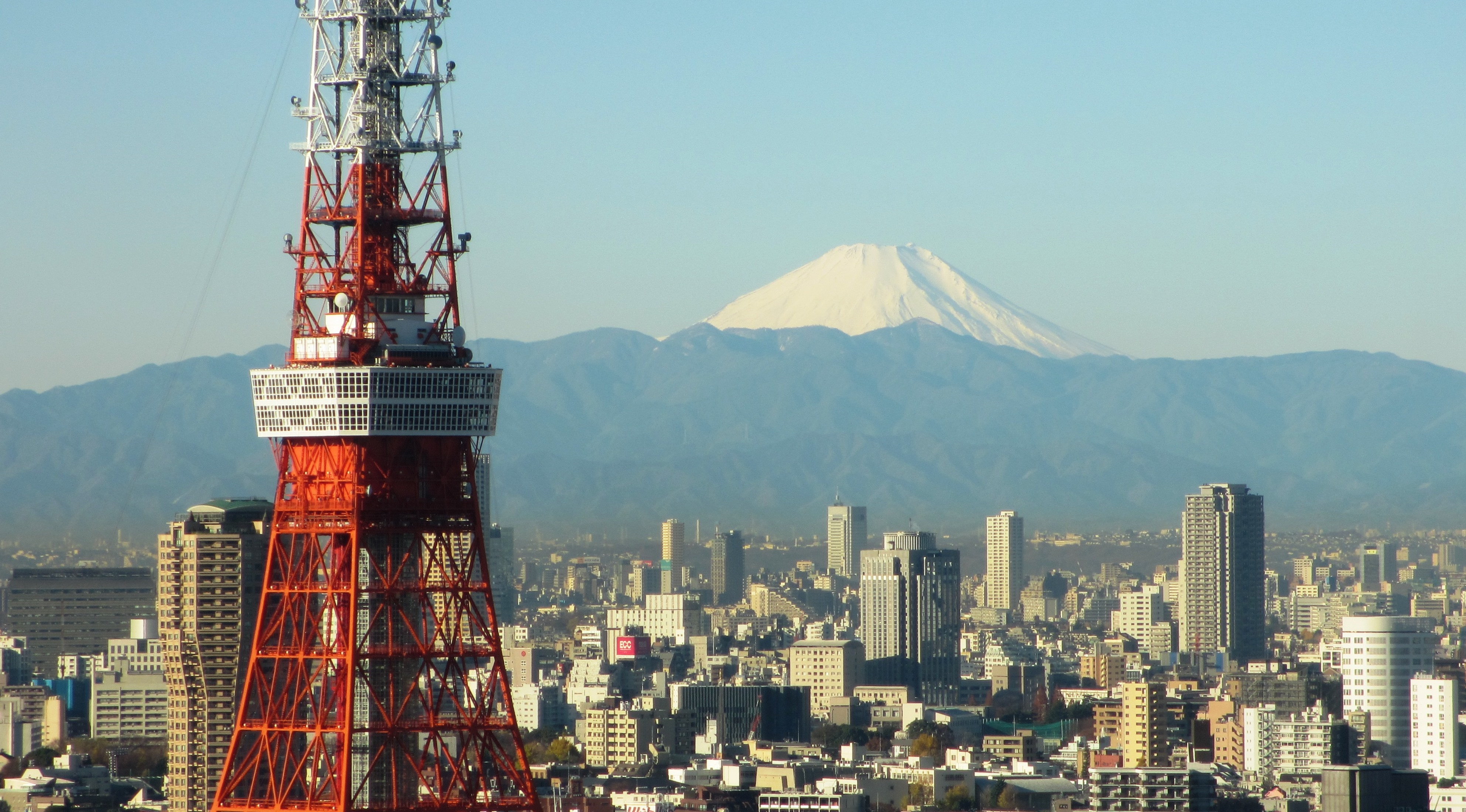
Le mont Fuji est visible depuis l'observatoire spécial de la Tour de Tokyo.

L’observatoire spécial se situe sous l’antenne principale, à 250 mètres du sol. Un ascenseur vitré permet de parcourir les 100 m séparant les deux observatoires. Une galerie circulaire offre une vue panoramique unique sur la ville et certains lieux comme le Rainbow Bridge et, par temps clair, sur le mont Fuji au sud-ouest.

## Illuminations

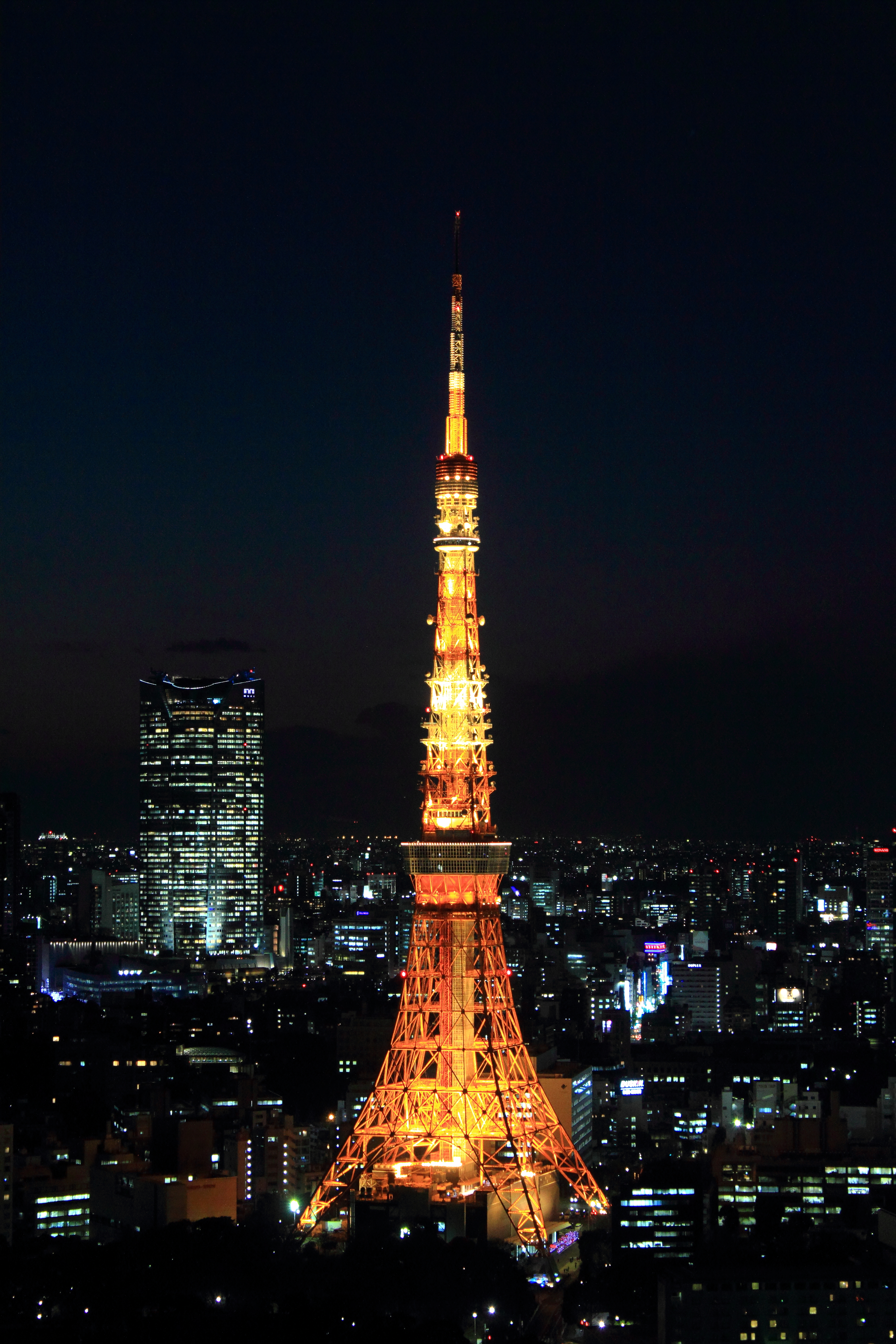
La Tour de Tokyo est illuminée la nuit.

Depuis son inauguration, la tour inclut un système d’éclairage décoratif. Jusqu’à 1987, seules les arêtes de la tour étaient illuminées. Pendant l'été 1987, la Nihon Denpatō commissionne Motoko Ishii pour moderniser l'apparence de la tour. Elle fait évoluer son éclairage en 1989 par l'installation de 176 projecteurs qui éclairent la tour de blanc du 7 juillet au 1er octobre et d'orange du 2 octobre au 6 juillet. La couleur blanche est obtenue par des lampes aux halogénures métalliques, la couleur orange avec des lampes à vapeur de sodium.

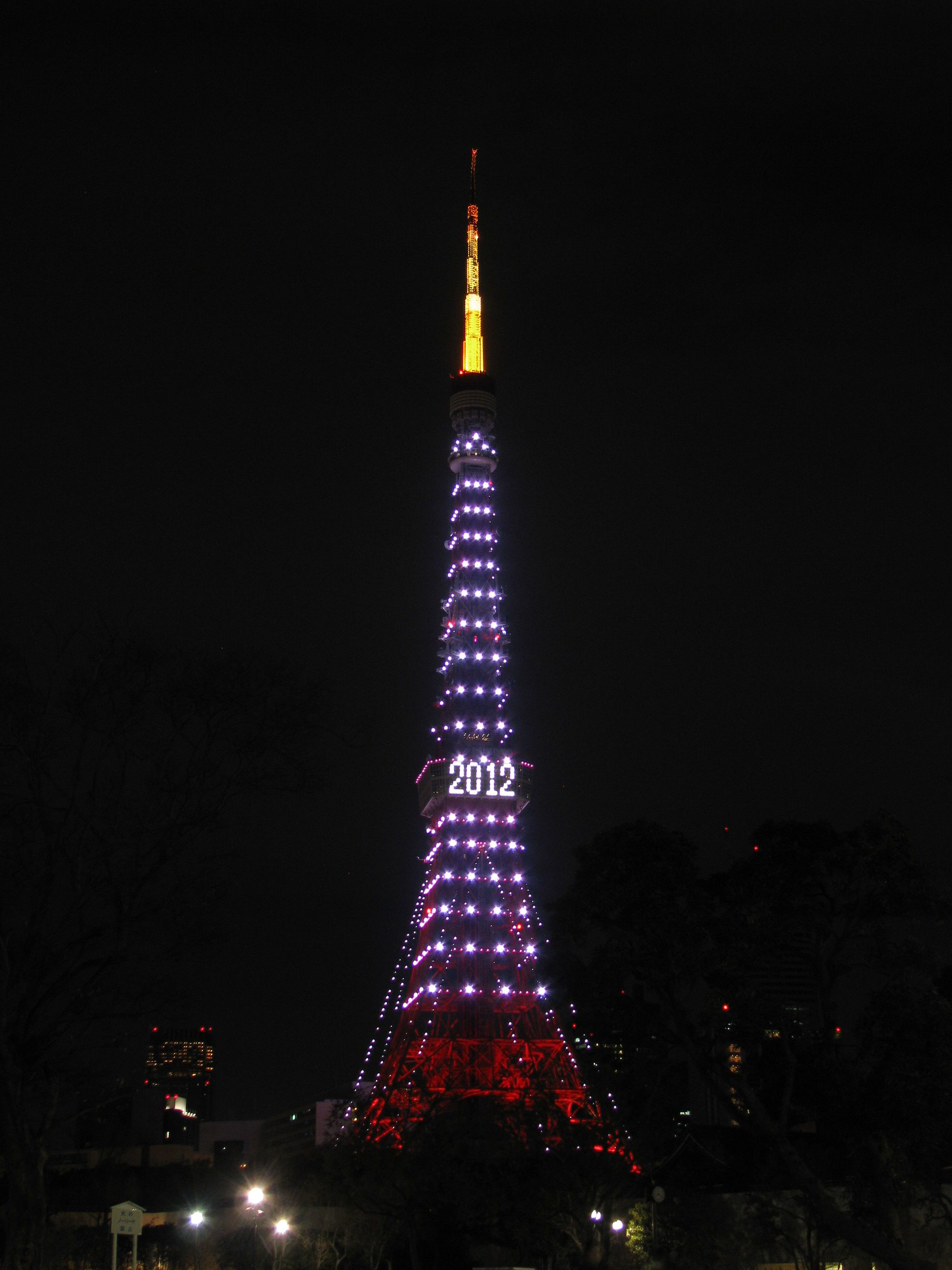
La tour avec l'éclairage Diamond Veil célébrant ses 50 ans.

Fin 2008, pour célébrer les 50 ans de la tour, Motoko Ishii a conçu un nouvel éclairage : le Diamond Veil (« voile de diamant » en anglais). Des lumières blanches sont placées sur les nœuds de la structure tandis qu'un dégradé, créé par des projecteurs, éclaire la tour de bleu au niveau de l'antenne et de rouge au niveau de la base.
Du 11 au 16 avril 2011, soit un mois après le séisme de la côte Pacifique de Tōhoku, la tour affichait grâce à 8 400 diodes électroluminescentes de couleur blanche le message GANBARO NIPPON : « Tiens bon, Japon ». Ce système était rechargé par le biais de panneaux photovoltaïques.

## Fonctions
Depuis le sommet de la tour sont transmis 14 signaux : 9 de la télévision (NHK, NTV, TV Asahi, Fuji TV…) et 5 de la radio FM (Tokyo FM, NHK FM…). La tour est équipée de caméras permettant de surveiller le trafic routier et maritime. Elle abrite également des antennes de la Japan Railways.

## Tourisme
Le temple Zōjō-ji se trouve à proximité.

## Tours métalliques autoportantes plus hautes que la tour de Tokyo (332,6m)
| Nom                                          | Hauteur | Année de construction | Pays        | Ville    | Commentaire                                       |
| -------------------------------------------- | ------- | --------------------- | ----------- | -------- | ------------------------------------------------- |
| Tokyo Skytree                                | 634 m   | 2012                  | Japon       | Tokyo    | La plus haute antenne radio du monde              |
| Tour Ostankino                               | 540 m   | 1963                  | Russie      | Moscou   | 3e plus haute tour autoportante du monde          |
| Tour de télévision de Kiev                   | 385 m   | 1973                  | Ukraine     | Kiev     |                                                   |
| Tour de radiotélévision de Tachkent          | 374,9 m | 1985                  | Ouzbékistan | Tachkent |                                                   |
| Pylônes électriques de la rivière de Yangtze | 346,5 m | 2003                  | Chine       | Jiangyin | Les deux plus grands poteaux électriques au monde |
| Tour du dragon                               | 336 m   | 2000                  | Chine       | Harbin   |                                                   |

## Galerie

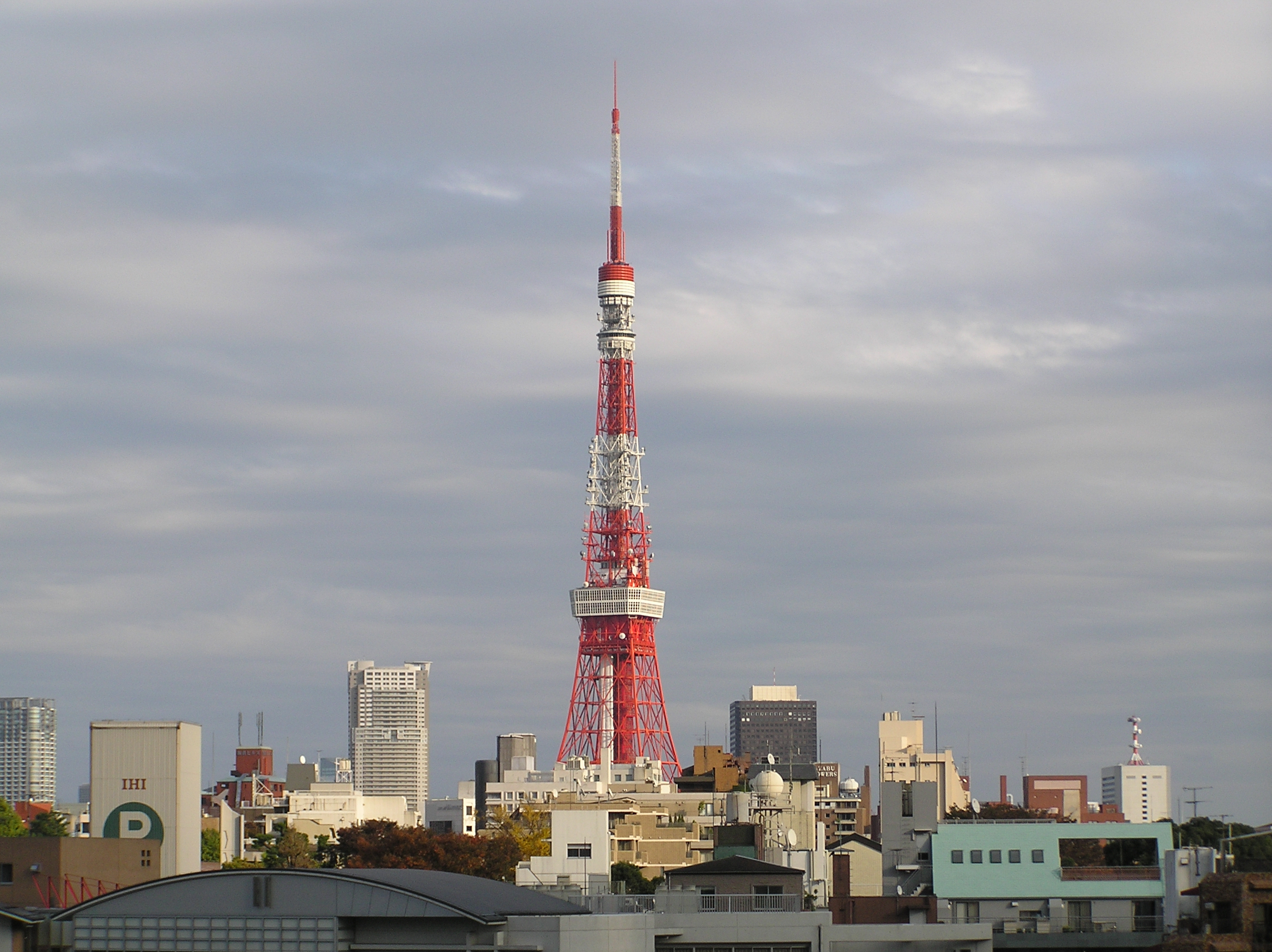
Tour de Tokyo de jour.
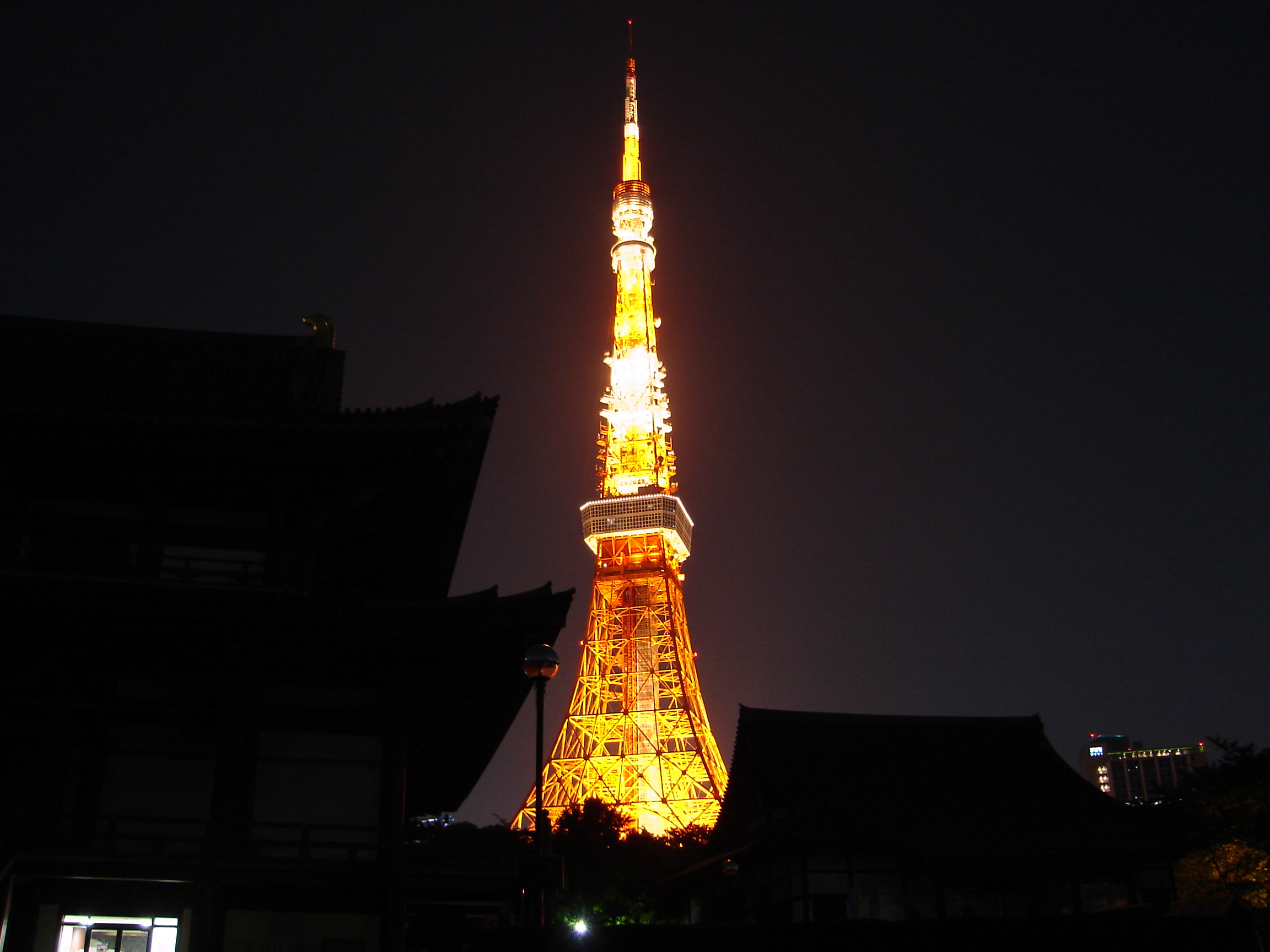
Tour de Tokyo de nuit.
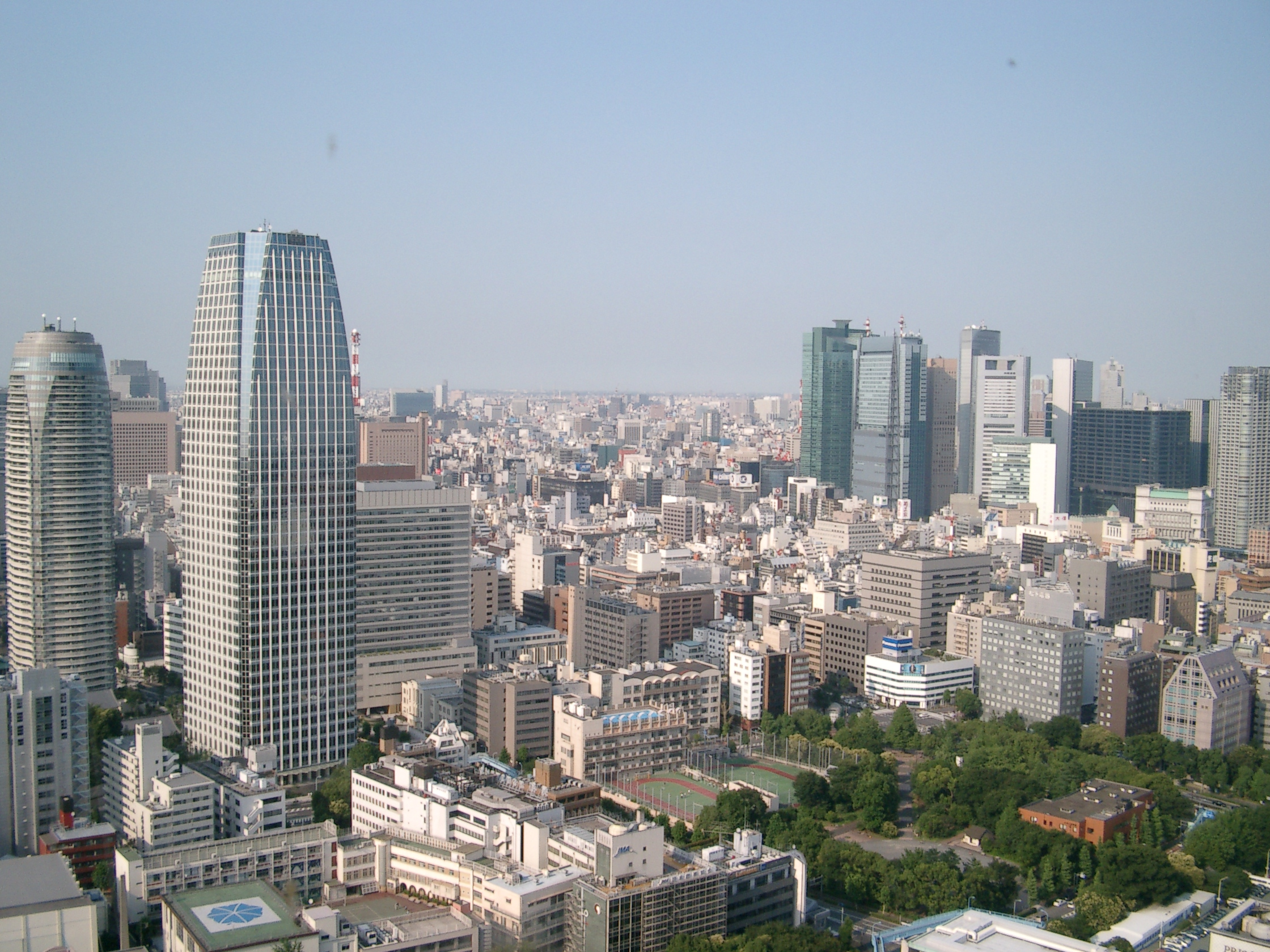
Vue depuis le haut de la Tour de Tokyo.
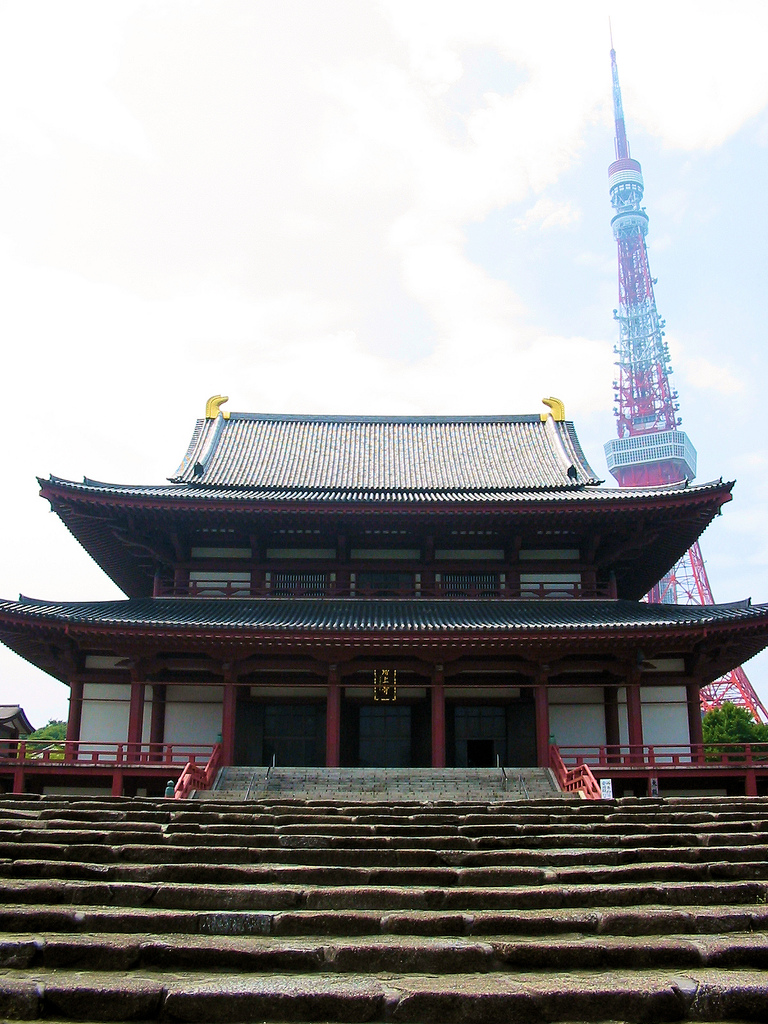
Temple Zōjō-ji avec la Tour de Tokyo en arrière-plan.
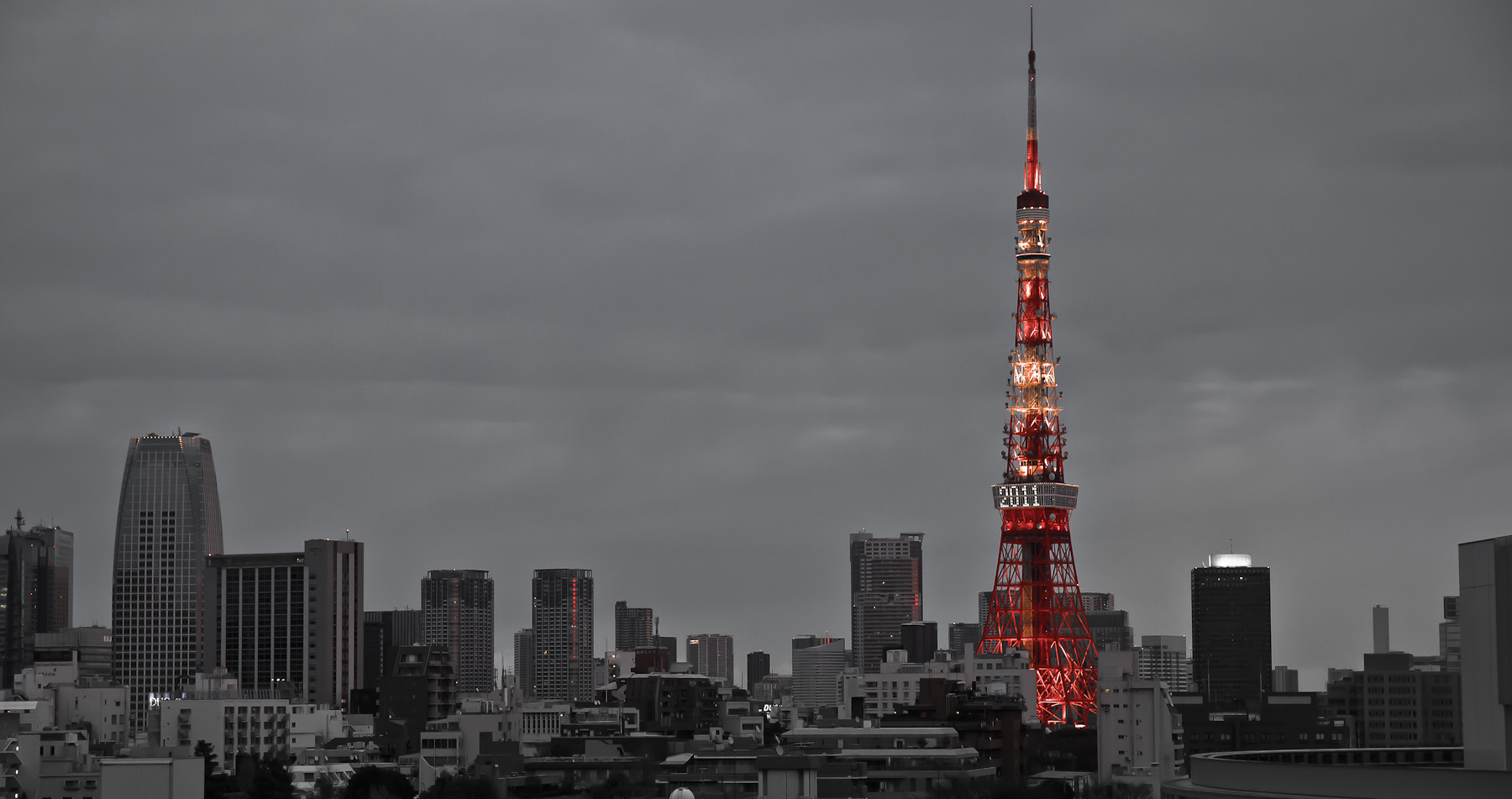
Tour de Tokyo, au 1er janvier 2011.